# Бенятіна
Бенятина або Бенятіна (словац. Beňatina, угор. Vadászfalva, нім. Benethnie) — село, громада в окрузіСобранці, Кошицький край, східна Словаччина. Кадастрова площа громади — 18,64 км². Населення — 186 осіб (за оцінкою на 31 грудня 2017 р).
Знаходиться за ~12 км на північний схід від адмінцентру округа міста Собранці. Кадастр громади на сході містить ділянку довжиною близько 5 км міждержавного кордону Словаччина — Україна.

## Назва
У минулому в околиці діяла розбійницька група з командиром Павлом Беньом, який стинав голови. Від поговорки «Беньо стинає» виникла назва Бенятина.

## Географія
Село розташоване між гірським хребтом Вигорлат і його підчастиною Попрєчни (Popriečný) в ерозійній котлині потока Beňatinská voda (притока для Sobranecký potok) на висоті 410 м над рівнем моря.
Найвища точка — гора Вєтрова скала (1025 м, 48°46′47″ пн. ш. 22°21′52″ сх. д.) — на міждержавному кордоні Словаччина — Україна.
В кадастрі знаходиться пам'ятка природи Бенятінський травертин (державний статус природоохоронної території з 1989-го року).
Протікає річка Бенятинська-Вода.

## Історія
Перша згадка 1333 року.
У 1333 році про село є непряма згадка, 1575-го згадується як Benetyne. 1786 року зазначена як Benethinie, згодом — Beňatina. Угорською — Benetine, Vadászfalva.

## Пам'ятки
У селі є греко-католицька церква Успіння Пресвятої Богородиці з 1850 року в стилі пізнього класицизму, з 1988 національна культурна пам'ятка та православна церква Успіння Пресвятої Богородиці з 20 століття.

## Населення
| Рік:            | 1994. | 2004.    | 2014.    | 2024.    |
| --------------- | ----- | -------- | -------- | -------- |
| Кількість осіб: | 300   | 257      | 197      | 168      |
| Різниця:        |       | -14,33 % | -23,34 % | -14,72 % |

| Рік:            | 2023. | 2024.   |
| --------------- | ----- | ------- |
| Кількість осіб: | 170   | 168     |
| Різниця:        |       | -1,17 % |

У селі проживає 186 осіб.

### Видатні постаті
- Бачинський Андрій Федорович (1732—1809) — уродженець села, закарпатський церковний греко-католицький діяч, публіцист, просвітитель

## Інфраструктура

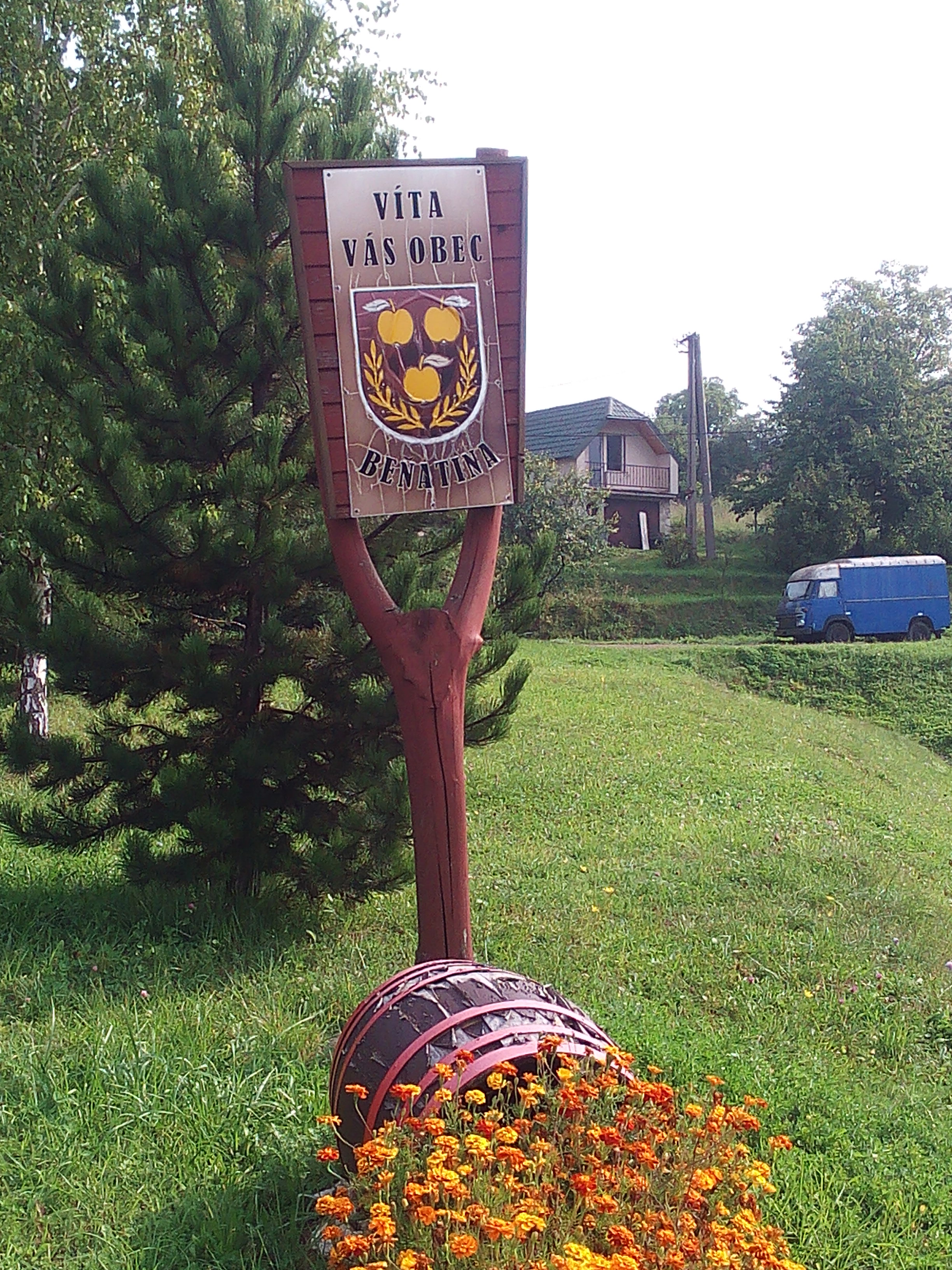

У селі є бібліотека та футбольне поле.

### Транспорт
Автошлях (Cesty III. triedy) 3812 Подгородь (II/566) — Іновце — Руський Грабовець (II/566).